# ベルバレー・ディッキンソン

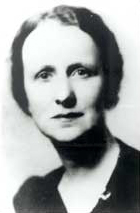
ベルバレー・ディッキンソン

ベルバレー・ディッキンソン（Velvalee Dickinson, 1893年10月12日 - 1980年頃）は、アメリカの人形店店主。第二次世界大戦中、日本軍のスパイとして活動した。人形店の店主だった事から「人形の女」(Doll Woman)という通称でも知られる。彼女はアメリカ海軍に関する情報をステガノグラフィーを用いて隠匿した上で南米を経由して日本軍に送信していたが、のちに連邦捜査局(FBI)によって逮捕された。

## 経歴
1893年10月12日、カリフォルニア州サクラメントにて、オットーとエリザベスのブリュッカー夫妻の娘ベルバレー・マルヴェナ・ブリュッカー(Velvalee Malvena Blucher)として生を受けた。後にサクラメントの郷土史研究家アーロン・マイヤーズはブリュッカー夫妻がサクラメントのオールド・シティ墓地に埋葬されていることを突き止めている。1918年にはスタンフォード大学を卒業した。
1920年代後半から1930年代半ばまでに、彼女はリー・T・ディッキンソン(Lee T. Dickinson)が経営していたサンフランシスコの仲介業者に雇用される。まもなくしてベルバレーとリーは結婚し、その後も1937年まではソーシャルワーカーとして働いた。連邦捜査局(FBI)では、彼女はこの時期に日本国総領事館が主催したパーティに複数回参加し、そこで知り合った日本政府高官や海軍将校など、大勢の日本人を自宅に招く事があったとしている。

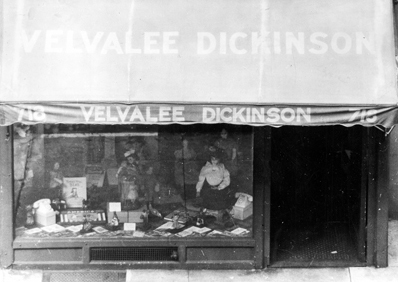
マジソン通り718番地(718 Madison Ave.)のディッキンソン人形店

1937年、ディッキンソン夫妻はニューヨークに引越した。引越しの直後の短期間、ベルバレーは百貨店の店員として働いた。同年12月31日、マジソン通り680番地にてベルバレー人形店を開く。後に714番地に店舗を移し、1941年10月には718番地に移った。ディッキンソン人形店では主にアンティーク人形を取り扱い、顧客にはアメリカ人だけではなく海外のコレクターも多かった。リー・ディッキンソンは1943年3月29日に死去するまで、妻の人形店で会計処理などを手伝った。

## スパイ事件
1942年、戦時検閲により検出されたある手紙がFBIの目を引いた。オレゴン州ポートランドの女性からアルゼンチンのブエノスアイレスに送られたとされる手紙の話題は、「素晴らしい人形の病院」(wonderful doll hospital)に関するもので、差出人の女性は修理の為に「3つの古い英国人形」(three Old English dolls)を送ったという。手紙ではまた、「漁網」(fish nets)と「風船」(balloons)に関しても触れていた。FBIの暗号解読者らの検討の結果、「人形」は軍艦を、「病院」は西海岸の造船所を意味し、「漁網」や「風船」も沿岸防衛など西海岸に関する何らかの重要情報であると考えられた。
この手紙を手がかりに、FBIではスパイ計画に関する調査を開始した。同じ頃、ブエノスアイレス・オイギンス通り2563番地(2563 O'Higgins Street)のイネス・ロペス・デ・モリナリ(Señora Inés López de Molinali)なる人物に宛てた4通の手紙が投函されていた。これらは宛先不明として送り返されたが、実際にはFBIによって一時回収され、内容が確認されていた。4通の手紙には別々の名前が使用されていた。その内容のいずれも差出人らの実際の趣味や生活に沿ったもので、署名もよく似ていたにもかかわらず、4人ともがアルゼンチンへ手紙を送ったこと自体を否定した。
例えば手紙のうちの1通はオハイオ州スプリングフィールドのメアリー・ウォレスが差出人となっていたが、消印はニューヨークのもので、ウォレス自身は一度もニューヨークを訪れた事はなかった。この手紙の話題は人形に関する事柄だったが、その中に次のような一節があった。
「ショー氏は病に倒れていたものの、まもなく仕事に復帰するだろう」(Mr. Shaw, who had been ill but would be back to work soon.)
これはアメリカ海軍の駆逐艦USSショーの情報と一致した。USSショーは真珠湾攻撃の折に大破した為に西海岸にて修理を受けており、まもなく太平洋艦隊に復帰する予定だった。
同年8月、FBIはまた別の手紙を入手した。差出人はコロラド州コロラドスプリングス在住の女性だったが、消印はカリフォルニア州オークランドのものだった。この手紙は2月に書かれたとされ、7つの人形について書かれていた。その人形は両親および祖父母、3人の子供を模した「7つのよく出来た中国人形」であったという。FBIではこの手紙がメア・アイランド海軍造船所への船団入港について書かれたものだと判断し、また軍事上の機密に該当しうる情報が含まれていると推測した。
FBIでは同じ女性を差出人とするもう1通の不審な手紙の入手にも成功した。この2通目の手紙は5月にオレゴン州ポートランドから差し出された事を示す消印があり、「シャム寺院の踊り子の人形」("Siamese Temple Dancer" doll)をその話題としていた。
それはすっかり壊れて、つまり真ん中から裂けていました。けれど、今は治して頂いたので、私はすっかり気に入っています。このシャムの踊り子の相方が手に入らなかったので、私は小さい普通の人形を2人目のシャム人形に仕立て直しています。

"...[I]t had been damaged, that is tore in the middle. But it is now repaired and I like it very much. I could not get a mate for this Siam dancer, so I am redressing just a small plain ordinary doll into a second Siam doll ..."

暗号解読者らの検討の結果、この文章は「中央に雷撃を受け空母が大破。しかし現在は修理されている。同型艦の調達は行われず、別の軍艦を空母に改装しつつある。」といった意味であると推測された。この情報はミッドウェー海戦の折に雷撃を受けた空母USSサラトガの損傷に一致し、同艦はサンディエゴ海軍基地に向かう前にピュージェット・サウンド海軍造船所にて修理を受けていた。
3通目の手紙はワシントン州スポケーン在住の女性を差出人としており、消印はシアトルのものであった。この手紙は「フラ・スカートをはいたドイツのビスク人形」(German bisque doll, dressed in a hula grass skirt)を話題としており、これの修理が2月頃に終了する旨を知らせる内容であった。FBIは海軍当局に確認を取り、真珠湾で損傷した艦船がピージェット湾にて修理を受けており、これらが手紙にある通り2月頃に修理を終える見込みであるとの情報を得た。
筆跡鑑定の結果、検出された不審な手紙の署名はいずれも実物を書き写した偽署名であることが判明する。また、それぞれの手紙は異なるタイプライターでタイプされていたものの、文章の特徴は全ての手紙が同一人物によって作成された事を示していた。

## 捜査
差出人の1人として名前を使われていたコロラドスプリングスの女性は、疑わしい人物としてニューヨークの人形店店主ディッキンソンの名をFBIに告げた。彼女はディッキンソン人形店で人形を購入したものの代金支払いを遅らせており、ディッキンソンがその恨みから彼女の名を使ったのだと考えていた。また、名前を使われていた女性らは全員が人形収集の趣味を持ち、ディッキンソン人形店で人形を購入した経験があった為、彼女らもディッキンソンが疑わしいと述べた。さらに彼女らがディッキンソン本人から受け取った手紙に用いられたタイプライターの字体は、スプリングフィールドの手紙で用いられていたものと一致したのである。
捜査の過程で、ディッキンソンのサンフランシスコにおける日本人社会との関わりが明らかになり、またニューヨーク移住後も日本倶楽部や日本人会の活動を通じて日本側総領事の友人となり、さらに日本海軍の駐米武官である横山一郎大佐とも親しくなっていた事が明かされた。1942年6月からはより詳しい捜査が行われ、ディッキンソン夫妻が各地で不審な手紙が投函された時期、それぞれの都市近くに滞在していた事が明らかになった。FBIではホテル備え付けの宿泊者用タイプライターが不審な手紙の作成に使用されたのだと断定した。また夫妻は1941年までしばしば銀行や友人から金を借りていたが、1943年頃には大量の100ドル紙幣を持っていた上、その中の4枚は戦前に日本側の政府機関との取引で使用された紙幣であった。
1944年1月21日、FBIではこうした根拠に基づき、彼女を逮捕した。彼女が銀行に借りていた貸し金庫に保管されていた紙幣には、日本側政府機関との取引で使用された紙幣が13,000ドル分含まれていたという。これらの紙幣は在ニューヨークの日本海軍組織に勤務していた石川雄三大尉らに渡された後、ディッキンソンのような現地エージェントに支払われたのである。
ディッキンソンはこれらの大金は保険金や通常の預金、および人形店での収入にすぎないと主張していたが、後のインタビューでは夫が死んだ後に彼のベッドに隠されていたのを見つけたのだとも語っている。彼女が主張するところによれば、夫はこれら大金の出処を彼女に語らなかったものの、ニューヨーク市の日本総領事館から受け取った可能性もあったという。

## 裁判
1944年2月、彼女はニューヨーク州南部地区連邦地方裁判所にて設置された連邦大陪審において検閲法違反の罪で裁かれる。この罪は最高で懲役10年および罰金10,000ドルが課せられるが、彼女は無罪を訴えた後、保釈金25,000ドルを支払って釈放された。5月5日にはFBIによって1917年スパイ法と対敵取引規制法、および検閲法違反の罪で2度目の起訴を受け、死刑が求刑された。しかし彼女は再び無罪を主張し、やはり釈放された。
1944年7月28日、連邦検事局とディッキンソンの間で司法取引が成立。ディッキンソンは彼女の知り得た日本側諜報機関の活動に関する情報を提供する事に合意し、彼女のスパイ法、対敵取引規制法、検閲法の違反に対する起訴は全て下げられた。
有罪答弁の後、彼女は自らの顧客5名の偽装署名を用いてアルゼンチンへ手紙を送っていた事を認めている。
彼女はサンフランシスコやシアトルにある海軍工廠付近に暮らす一般の住民への聞き込みから軍事情報を得ていたと主張した。また自らの任務については真珠湾攻撃で損傷した船舶の情報の収集であり、人形の種類や名前は艦船の種類や艦名に対応していたという。1941年11月26日にマジソン通り718番地の店舗を横山大佐が訪問し、暗号表や25,000ドル分の100ドル紙幣などを日本軍のスパイとなった夫リーに渡していったのだと語り、この大金についてはリーのベッドの下に隠されており、彼女が彼が死ぬまで在処を知らなかったと主張した。
しかし、FBIでは捜査の末にリーが横山との面識がなかったことや、横山が訪問したとされる時期にリーが精神疾患から入院していた事も明らかになった。ディッキンソンが雇っていたメイドや夫の治療の為に訪れていた看護婦らはベッドの下に大金など隠されていなかったと主張した。
1944年8月14日、判決に際して裁判長は次のようにコメントした。
我が国が生と死を懸けた戦いの最中にある事を知らぬものがいるとは思えない。何らかの利敵行為は何れも我が国の安全の為に戦っている米兵の死を意味する。あなたはアメリカ生まれのアメリカ人で、大学教育を受けていて、そして日本へ国を売り、確かにスパイ行為を働いた。私が思うに、あなたは政府による最大限の配慮を受けている。あなたが有罪を認めている今回の起訴は、非常に深刻な問題なのだ。これはほぼ反逆罪に等しい。よって、私はこの法が定めるところの最高刑、すなわち懲役10年と罰金10,000ドルをあなたに科す。
彼女は最後まで自分ではなく夫がスパイであったと主張し続けていた。その後、彼女はウェストバージニア州オルダーソンの連邦女性矯正施設（Federal Correctional Institution for Women, 現在のオルダーソン連邦刑務所）に収監された。1951年4月23日、条件付きで釈放された。